# سان بيير (سان بيير وميكلون)
سان بيير هي عاصمة سان بيير وميكلون أحد مقاطعات وأقاليم ما وراء البحار الفرنسية.